# Gołuchów LHS
Gołuchów LHS – towarowa stacja kolejowa w Woli Żydowskiej, w gminie Kije, w powiecie pińczowskim, w województwie świętokrzyskim, w Polsce. Położona na linii kolejowej nr 65 (Linii Hutniczej Szerokotorowej). Infrastruktura stacji obejmuje: terminal przeładunkowy, halę przeładunkową, plac ładunkowy i kasę towarową.